# Meaus
Meaus (llamada oficialmente As Maus) es un lugar español situado en la parroquia de Tosende, del municipio de Baltar, en la provincia de Orense, Galicia.

## Historia
Hasta 1868 formó parte, junto con Rubiás y Santiago de Rubiás, del estado llamado Coto Mixto.

## Demografía
| Gráfica de evolución demográfica de Meaus entre 2000 y 2021 |
|                                                             |
| Datos según el nomenclátor publicado por el INE.            |